# 威廉·吕尔曼
威廉·吕尔曼（德語：Wilhelm Rühlmann，1842年12月6日—1922年1月8日），德国管风琴建造师 。 

## 生平
威廉·吕尔曼是管风琴建造者弗里德里希·吕尔曼（Friedrich Rühlmann，1812年6月1日-1878年10月25日）的儿子，他于1856年至1860年从父亲那里学习了管风琴建造。他在策尔比希建立了一个管风琴工作室，但只建了六个小管风琴。在学徒期间，威廉·吕尔曼从1860年到1866年在魏森费尔斯担任弗里德里希·拉德加斯特（Friedrich Ladegast）的熟练工。他的首个作品是1866年修建于肯嫩多尔尼茨（Dornitz）乡村教堂的管风琴。1866年，他的父亲病倒，威廉接管了业务并工作至1912年。他的弟弟特奥多尔（Theodor）在接受过同样的培训后，从1872年到1910年担任员工。威廉·吕尔曼两次前往波罗的海的利沃尼亚（分别于1869年和1871年），获得了更多知识，之后他又于1879年前往法国考察。
1883年，他在策尔比希的郊区成立了“W.吕尔曼管风琴建造社”（Orgelbau-Anstalt W. Rühlmann），该公司后于1892年和1914年扩建，是德国中部最大的公司之一。在此期间建造了300多个管风琴，大多建于中德。
威廉·吕尔曼是“德国管风琴建造者协会”（Vereins Deutscher Orgelbauer）的创始成员。在他去世后，他的儿子小威廉·吕尔曼（1882-1964）接管了工作室，从1912年起担任总经理。第一次世界大战后，管风琴订单骤降。该公司共生产了460多个管风琴（包括扩建）。因为小威廉·吕尔曼的失明，其儿阿尔布雷希特（1927年3月18日-2015年9月26日）没有接受过教育，以及德国沦陷于苏联，公司于1945年倒闭。阿尔布雷希特·吕尔曼在约翰内斯·克莱斯管风琴建造公司（Johannes Klais Orgelbau）那里进行过学习管风琴建造的学习，但由于健康原因，他不得不在1952年停止学习。他在克莱斯公司工作了19年，从事技术、规划及外勤工作。